# Helena Brodin
Helena Brodin, född 11 juni 1936 i Stockholm, är en svensk skådespelare.

## Biografi

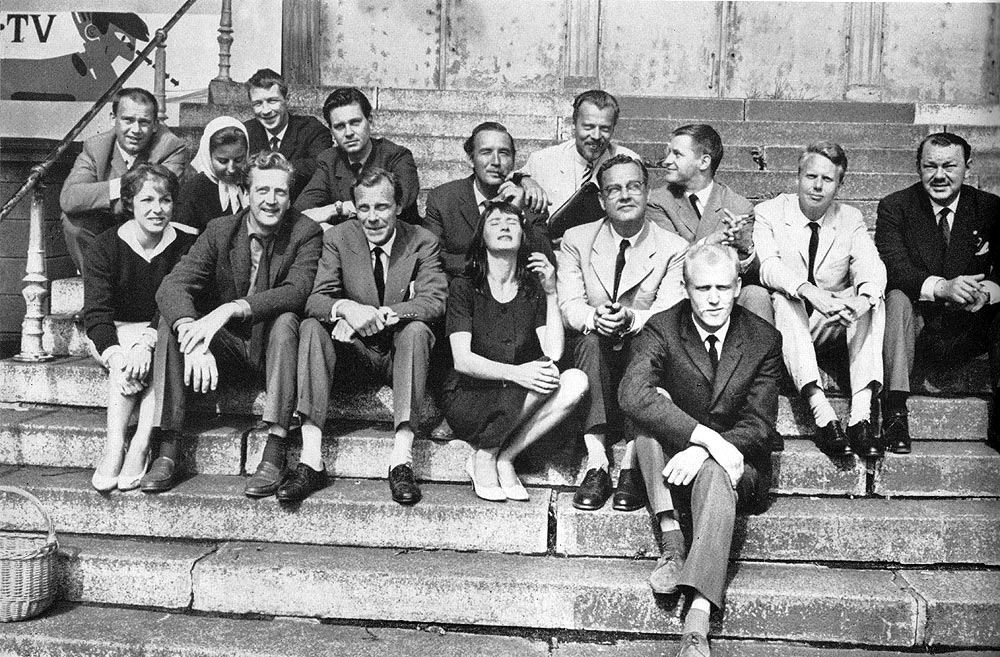
Brodin (första raden, längst till vänster) tillsammans med TV-teaterensemblen säsongen 1961/1962.

I unga år sysslade Brodin med en del teaterverksamhet tillsammans med sin kusin Christina Schollin. 1956 studerade hon vid Terserus teaterskola och 1957–1960 vid Dramatens elevskola efter ett andra försök. Genombrottet kom 1960 på Dramaten och samma år medverkade hon också i sin första film, Tre önskningar. 1961–1962 var hon knuten till TV-teatern, där hon bland annat uppmärksammades för huvudrollen i en uppsättning av Carl Jonas Love Almqvists Det går an. 1962–1963 drev hon Lilla Teatern tillsammans med Björn Gustafson, Per Myrberg och Monica Nielsen. Hon har därutöver mestadels varit verksam vid Dramaten.
På TV och film är Helena Brodin mest känd för sina roller som Signe Svensson i Hedebyborna, Iris Runåker i Goda grannar och Berit Rapp i Skärgårdsdoktorn. De roller hon gestaltat har ofta varit förknippade med vardaglighet.
Brodin är dotter till Knut Brodin. Hon gifte sig 1964 med författaren Gösta Friberg och är mor till bland andra Johanna Friberg.

## Filmografi i urval

### Film
- 1960 – Tre önskningar
- 1963 – Ett drömspel
- 1963 – Det går an
- 1965 – Tills. med Gunilla månd. kväll o. tisd.
- 1967 – Hugo och Josefin
- 1969 – Klas Klättermus
- 1969 – Bokhandlaren som slutade bada
- 1969 – Fadern
- 1975 – Släpp fångarne loss – det är vår!
- 1977 – Peter och draken Elliott (svensk röst)
- 1981 – Pelle Svanslös (röst)
- 1982 - Snövit och de sju dvärgarna röst
- 1983 – Mot härliga tider
- 1992 – Markisinnan de Sade
- 1992 – Söndagsbarn
- 1993 – Glädjekällan
- 2000 – Födelsedagen

### TV
- 1961 – Lek ej med kärleken (TV-teater)
- 1962 – Värmlänningarna (TV-teater)
- 1962 – Fru Warrens yrke (TV-teater)
- 1970 – Reservatet
- 1972–1974 – Bröderna Malm (TV-serie)
- 1973–1974 – Fem myror är fler än fyra elefanter (TV-serie) (röst till Fräs)
- 1977 – Men så en dag om morgonen
- 1978–1982 – Hedebyborna (TV-serie)
- 1978 – Rikedom
- 1980 – Dubbelstötarna (TV-serie)
- 1981 – För en liten snuvas skull (TV-serie)
- 1981 – Kallocain (TV-serie)
- 1982 – Dubbelsvindlarna (TV-serie)
- 1984 – Nya himlar och en ny jord (TV-serie)
- 1986 – Studierektorns sista strid (TV-serie)
- 1986 – Prinsessan av Babylonien (TV-teater) - Selma Lagerlöf
- 1986 – Gösta Berlings saga (TV-serie)
- 1987–1988 – Goda grannar (TV-serie)
- 1997–2000 – Skärgårdsdoktorn (TV-serie)

## Teater

### Roller (ej komplett)
| År   | Roll                          | Produktion                                                                                     | Regi            | Teater        |
| ---- | ----------------------------- | ---------------------------------------------------------------------------------------------- | --------------- | ------------- |
| 1959 | Borgmästarfrun Restauratrisen | Tyst i huset, eller Trasslet som blev värre Per Edström                                        | Per Edström     | Dramaten      |
| 1960 | Drottningen i pantomimen      | Hamlet William Shakespeare                                                                     | Alf Sjöberg     | Dramaten      |
| 1962 | Renata                        | Leon Phitts är död (Leon Phitts Is Dead) Mark Zalk                                             | Hans Abramson   | Lilla Teatern |
| 1962 | Flicka 3                      | Party: De tre hjältarna (I tre bravi) Dario Fo                                                 | Jackie Söderman | Lilla Teatern |
| 1962 | Comtessan                     | Party: Drömmar i Omsk Lars Forssell                                                            | Jackie Söderman | Lilla Teatern |
| 1963 | Astrid                        | Sagan Hjalmar Bergman                                                                          | Ingmar Bergman  | Dramaten      |
| 1964 | Lai Yü, hovdam                | Tre knivar från Wei Harry Martinson                                                            | Ingmar Bergman  | Dramaten      |
| 1967 | Maskinskriverskan             | Om fem år (Asi que pasen cinco años) Federico Garcia Lorca                                     | Donya Feuer     | Dramaten      |
| 1971 | Hedvig                        | Sol, vad vill du mig? Birger Norman                                                            | Ingvar Kjellson | Dramaten      |
| 1971 | Dorine                        | Tartuffe (Tartuffe, ou l'Imposteur) Molière                                                    | Mimi Pollak     | Dramaten      |
| 1979 | Nadja                         | Kollontaj Agneta Pleijel                                                                       | Alf Sjöberg     | Dramaten      |
| 1992 | Scheherazade Modern           | Aladdin eller Den underbara lampan (Aladdin, eller Den forunderlige Lampe) Adam Oehlenschläger | Richard Looft   | Dramaten      |
| 1994 | Portvakterskan Ediths mor     | Ett drömspel August Strindberg                                                                 | Robert Lepage   | Dramaten      |
| 1995 | Modern                        | Vigseln (Ślub) Witold Gombrowicz                                                               | Karl Dunér      | Dramaten      |

## Radioteater

### Roller
| År   | Roll     | Produktion                     | Regi          |
| ---- | -------- | ------------------------------ | ------------- |
| 1961 | Eva Holm | Ur askan i elden Folke Mellvig | Börje Mellvig |

## Ljudboksuppläsningar (urval)
- Kerstin Ekmans trilogi Vargskinnet
- 2010 – För mycket lycka av Alice Munro

## Priser och utmärkelser
- 1960 – Teaterförbundets Daniel Engdahl-stipendium
- 1974 – Teaterförbundets De Wahl-stipendium
- 1994 – Carl Åkermarks stipendium
- 1997 – Litteris et Artibus[1]